# La Sfida (rivista)
La Sfida, nata inizialmente come bollettino interno del Raggruppamento giovanile studenti e lavoratori, come si chiamava a partire dal 1947 il movimento dei giovani del Movimento Sociale Italiano, fu fondata dal ventunenne Enzo Erra, insieme a Pino Rauti ed Egidio Sterpa, il 1º gennaio 1948.

## La destra spiritualista
Sulla rivista Enzo Erra si assunse il compito di firmare gli editoriali, mentre Sterpa pubblicò soprattutto ricordi di guerra e aforismi, la parte propriamente politica fu affidata a Rauti, che fin dal primo numero del 1º gennaio scrisse che il MSI avrebbe dovuto essere comunque "partito di minoranza".
La rivista si caratterizzò per intransigenza sia nei confronti dell'allora apparato dirigente missino, che in quegli anni ricercava il consenso elettorale oltre la tradizionale area neo-fascista di consenso, sia nei confronti dell'antifascismo, costituendo quella corrente interna al MSI che lo stesso Erra definì: "spiritualista".
Il gruppo di redattori de La Sfida, principalmente reduci della Repubblica Sociale Italiana, operò principalmente a Roma: da cui in pochi mesi attrasse l'intera base giovanile missina della provincia Capitolina, come riconosciuto dallo stesso segretario provinciale del MSI; e guidò la maggior parte del movimento giovanile, al I Congresso missino di Napoli del 27-29 giugno 1948, in posizione autonoma contrastante le altre due correnti principali del Partito. La Sfida e quindi tutto il movimento giovanile missino si schierò in lotta contro la logica dell'avviata Guerra Fredda: contrapposizione tra destra e sinistra ovvero tra Unione Sovietica e Stati Uniti, quindi tra socialismo marxista e capitalismo. Questa corrente spiritualista propose una mozione, deliberatamente in linea con le posizioni gentiliane, avente cioè come obiettivo la nascita di uno "stato etico", così come era già approvata dalla federazione romana. La mozione però, boicottata dal presidente dell'assemblea Carlo Costamagna, fu infine accantonata. Alcuni anni più tardi quando Costamagna iniziò una collaborazione sulle pagine di Lotta Politica insieme ad Erra, i due, diventati amici, si chiarirono;così, a domanda di Erra sul senso del precedente ostracismo di Costamagna verso di lui e i suoi sodali, questi rispose: "Ma come, e me lo domanda? Io ho combattuto per vent'anni contro i gentiliani e appena metto piede nel nuovo partito me li trovo ancora tra i piedi".
Subito dopo il congresso di Napoli, diverse furono le polemiche con la rivista "Architrave", organo ufficiale della "sinistra" missina più vicina a Giorgio Almirante, il quale accusava i giovani de "La Sfida" di professare l'isolamento politico. Infatti, per il gruppo de "La Sfida" l'isolamento del partito rispetto a tutte le altre forze politiche era un traguardo ambito: consideravano fondamentale non cedere a patti con il sistema democratico del tempo, considerato corrotto, e mantenere inalterata la propria identità politica fascista che avrebbe prevedibilmente subito sbiadimenti, nel tentativo di ricercare alleanze politiche con altri partiti.

## La fase Evoliana
La rivista fu fortemente influenzata, soprattutto all'inizio, dal pensiero del Maestro Massimo Scaligero, per orientarsi in seguito verso l'opera e la persona di Julius Evola.
(Enzo Erra)
La lettura dei testi di Evola, in particolare Rivolta contro il mondo moderno pubblicato la prima volta nel 1934, secondo Erra fornì la giustificazione per i giovani missini della sconfitta del fascismo nella seconda guerra mondiale. Il primo contatto con Julius Evola avvenne però nel 1949 all'ospedale ortopedico di Bologna e ben presto il filosofo decise di collaborare a "La Sfida" inizialmente con lo pseudonimo di "Arthos".
Evola in una intervista rilasciata alcuni anni dopo a Gianfranco de Turris raccontò che rientrato in Italia fu stupefatto "soprattutto dei giovani che non si erano lasciati trascinare nel crollo generale. Specie nei loro ambienti il mio nome era noto e i miei libri erano molto letti" e con loro entrò in una "inaspettata sintonia". Poco alla volta e principalmente dalle pagine de "La Sfida" Evola iniziò a essere sempre più noto negli ambienti missini assumendo sempre più un ruolo centrale nella cultura della destra giovanile. Rauti intuì il mutamento culturale che Evola aveva apportato alla cultura della destra:
(Pino Rauti)
Influenzati da Evola nel gennaio 1950 "La Sfida" chiuse i battenti per dare vita ad una nuova pubblicazione "Imperium", di formazione chiaramente evoliana, che iniziò le pubblicazioni nel gennaio 1950 sempre con la medesima redazione.